# Бале (горы)

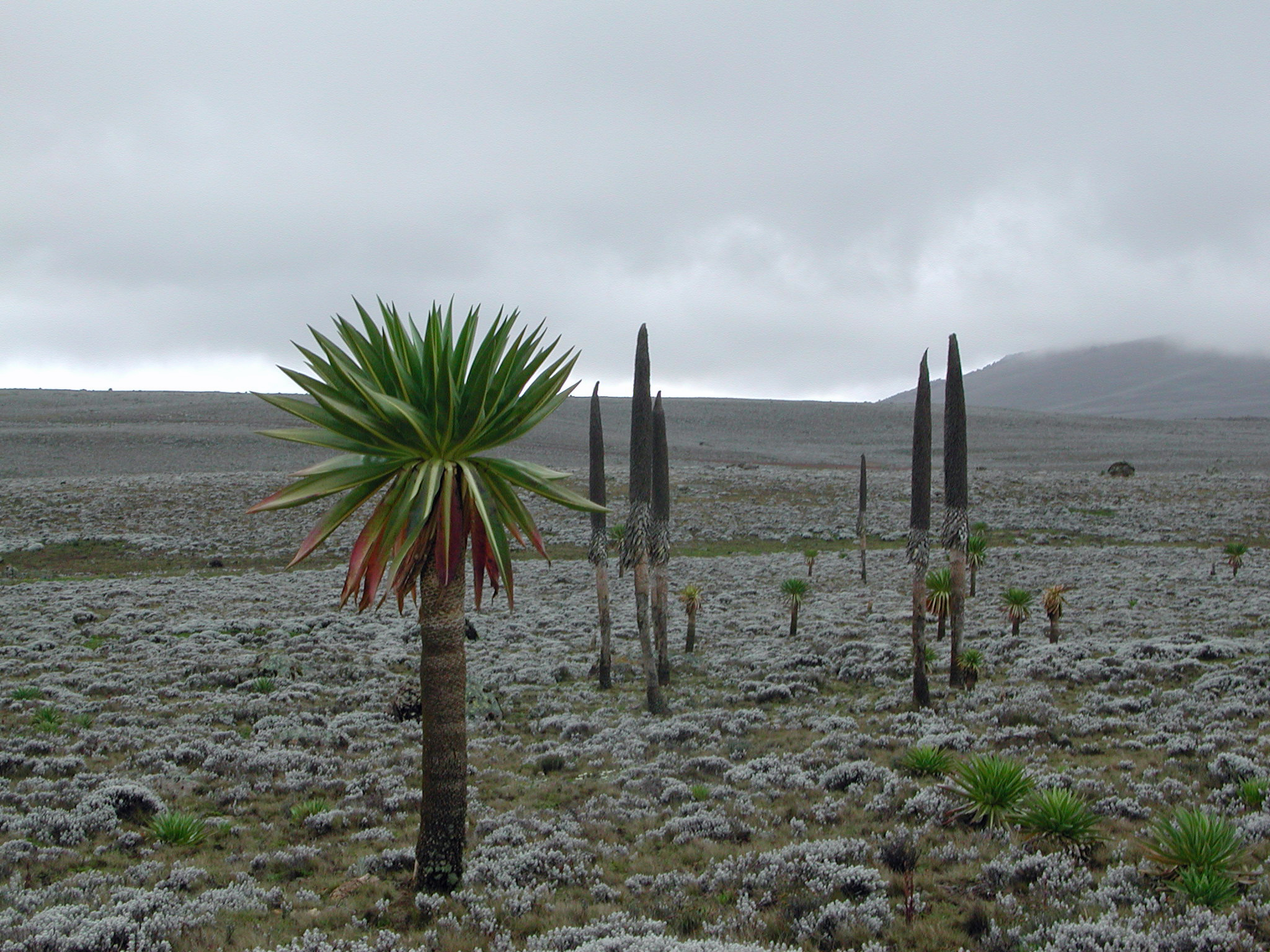
Lobelia rhynchopetalum в национальном парке гор Бале

Бале (также известные как горы Ургома) — горные хребты в регионе Оромия на юго-востоке Эфиопии, к югу от реки Аваш, часть Эфиопского нагорья. Они включают Туллу-Демту, четвёртую по высоте гору в Эфиопии (4377 метров), и гору Бату (4307 метров). Река Вейиб, приток реки Джубба, берёт начало в этих горах к востоку от Гобы. Национальный парк гор Бале охватывает 2200 квадратных километров этих гор. Главными достопримечательностями парка являются дикие альпийские пейзажи и относительная лёгкость, с которой посетители могут увидеть уникальных птиц и млекопитающих.

## Флора
Леса можжевельника и хагении лежат на высоте от 2500 до 3300 м и в основном встречаются на северных склонах. Необычным растением района Диншо является Otostegia integrifolia с белыми цветами. Альпийские пустоши плато Санетти покрыты похожей на вереск растительностью, прерываемой вересковыми растениями и зарослями Lobelia rhynchopetalum, которая вырастает до 6 метров в высоту. Одним из самых распространённых и отличительных растений в регионе Бале является книпхофия, алоэ, которое можно узнать по его оранжевым цветкам в форме копья.

## Археологические находки
Археологи обнаружили 30 000-летнее каменное убежище среднего каменного века на месте Финча-Хабера в горах Бале в Эфиопии на высоте более 11 000 футов над уровнем моря в 2019 году. Согласно исследованию, опубликованному в журнале Science, это жилище было самым ранним доказательством самого высокогорного проживания человека. На земле были обнаружены тысячи костей животных, сотни каменных орудий и древние очаги.